# Les Aventures de Yan Solo
Les Aventures de Yan Solo (titre original : The Han Solo Adventures) est une trilogie de romans de science-fiction écrits par Brian C. Daley, placés dans l'univers étendu de Star Wars et centrés sur le personnage Yan Solo avant les évènements décrits dans le film Star Wars, épisode IV : Un nouvel espoir. 

## Chronologie
1. Yan Solo au bagne des étoiles (Han Solo at Stars' End) - 1 av. BY.
2. La Revanche de Yan Solo (Han Solo's Revenge) - 1 av. BY.
3. Yan Solo et le Trésor de Xim (Han Solo and the Lost Legacy) - 1 av. BY.

## Yan Solo au bagne des étoiles
Yan Solo au bagne des étoiles est publié sous son titre original, Han Solo at Stars' End, aux États-Unis par Del Rey Books le 12 septembre 1979,. Il est traduit en français par Rosalie Guillaume et publié par les éditions Fleuve noir le 24 février 2005, avec alors 220 pages,.

## La Revanche de Yan Solo
La Revanche de Yan Solo est publié sous son titre original, Han Solo's Revenge, aux États-Unis par Del Rey Books le 12 octobre 1979,. Il est traduit en français par Jean-Claude Mallé et publié par les éditions Fleuve noir le 28 avril 2005, avec alors 186 pages,.

## Yan Solo et le Trésor de Xim
Yan Solo et le Trésor de Xim est publié sous son titre original, Han Solo and the Lost Legacy, aux États-Unis par Del Rey Books le 12 août 1980,. Il est traduit en français par Rosalie Guillaume et publié par les éditions Fleuve noir le 15 juillet 2005, avec alors 220 pages,.